# Піт Рікеттс
Джон Пітер «Піт» Рікеттс (англ. John Peter «Pete» Ricketts; нар. 19 серпня 1964, Небраска-Сіті, Небраска) — американський політик-республіканець, сенатор від Небраски з 12 січня 2023 року. Губернатор штату Небраска з 8 січня 2015 до 5 січня 2023 року.
Походить від однієї з найбагатших сімей у Сполучених Штатах, його батько був засновником фінансової компанії Ameritrade. У 2004 році родинний стан оцінювався журналом Forbes у $ 1,4 мільярдів доларів.
Він навчався у Westside High School, потім вступив до Чиказького університету, де отримав ступінь бакалавра у галузі біології та ступінь магістра з маркетингу та фінансів. Після повернення до Небраски, Рікеттс оселився в Омасі. Спочатку він працював у Union Pacific Railroad, перш ніж він стати менеджером у компанії батька. У найближчі десятиліття Рікеттс був президентом і головним операційним директором (COO) компанії.
У 2005 році він оголосив, що буде балотуватися на посаду сенатора США від Небраски. Рікеттс виграв внутрішні партійні праймеріз, але програв на загальних виборах 2006 року демократу Бену Нельсону.
З 2007 по 2012 рік був членом Національного комітету Республіканської партії (RNC).
У 2007 році він став головою правління Platte Institute for Economic Research. Він також є членом Ради піклувальників Американського інституту підприємництва. Одружений, має трьох дітей.
12 січня 2023 року губернатор Небраски Джим Піллен призначив його сенатором США замість Бена Сасса, який подав у відставку з Конгресу, щоб стати президентом Університету Флориди. Рікеттс склав присягу як сенатор від Небраски 23 січня 2023 року.